# We Will Rock You (Lied)
We Will Rock You (Engl., „Wir werden’s euch zeigen“) ist ein vom Gitarristen Brian May geschriebener Rocksong, der 1977 von seiner Band Queen auf dem Album News of the World veröffentlicht wurde.

## Entstehung

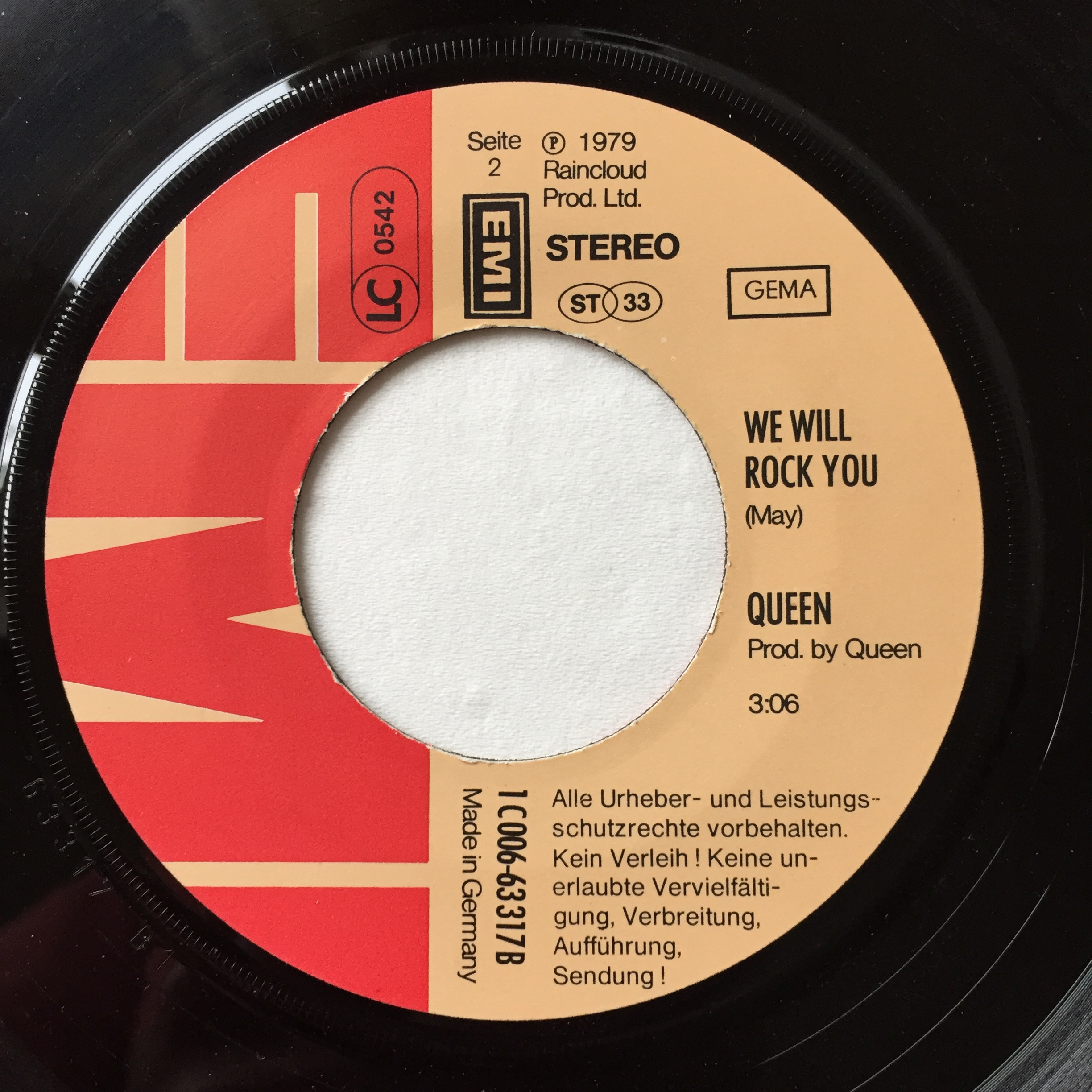
Label der Studiosingle (ohne Queen-Logo)

Label der Single (Live) mit Queen-Logo

We Will Rock You und auch We Are the Champions wurden während der britischen Tour der Band im Jahr 1977 geschrieben. Als die Gruppe in der Stafford’s Bingley Hall gespielt hatte, war die ungewöhnliche Publikumsreaktion der Auslöser für die Komposition beider Stücke.

„Wir spielten eine Zugabe und gingen von der Bühne, und anstatt einfach weiterzuklatschen, sang das Publikum You’ll Never Walk Alone für uns, und wir waren einfach komplett getroffen und überwältigt – es war wirklich eine ziemlich emotionale Erfahrung, und ich glaube, diese Chantings hängen irgendwie damit zusammen.“

Der im Juni 1977 verfasste Song ist das Eröffnungslied des Queen-Albums News of the World, das die Gruppe zwischen Juli und September 1977 in den Basing-Street-Studios und Wessex-Studios mit dem Musikproduzenten Mike Stone aufgenommen hat. Entscheidend für die Wirkung des Songs ist das vom Schlagzeug begleitete Fußstampfen und Klatschen. Daher wird es auch als Stimmungslied bei Sportveranstaltungen verwendet. Der Rhythmus bildet eine „Stampf-Stampf-Klatsch-Pause“-Folge.
Darüber hinaus besteht das Lied überwiegend aus Gesang, bis auf die letzten 30 Sekunden mit dem Gitarrensolo des Komponisten Brian May.
Der hymnenähnliche Refrain „We will, we will rock you“ klingt wie von einem vielstimmigen Chor gesungen. Für den Rhythmus nahm die Gruppe ihr Stampfen und Klatschen auf und vervielfachte die Geräusche durch mehrfaches Overdubbing. Durch hinzugefügte Delay-Effekte entstand der Eindruck, als ob zahlreiche Personen an den Aufnahmen beteiligt gewesen wären. Anstatt Brian May die letzte Phrase des Gitarrensolos dreimal hintereinander spielen zu lassen, wurde ein Loop benutzt.

## Veröffentlichung
Die Single wurde bereits am 7. Oktober 1977 veröffentlicht, während die LP erst am 28. Oktober 1977 auf den Markt kam. Die Single wurde als Doppel-A-Seite mit We Are the Champions vermarktet und verkaufte weltweit zwei Millionen Exemplare. Eine Goldene Schallplatte wurde am 25. Januar 1978, Platin am 25. April 1978 verliehen. 1979 erschien der Titel erneut, und zwar als Live-Version auf der B-Seite von Crazy Little Thing Called Love.

## Alternativversion
Queen nahm auch eine alternative Version des Songs auf, die erst im November 2016 unter dem Titel We Will Rock You (Fast) auf der Compilation On Air veröffentlicht wurde. Bereits vorher wurden diverse Liveaufnahmen der Band im Rahmen von vollen Konzertmitschnitten veröffentlicht und kommerziell verwertet. Queen stellte den Song zudem auf ihrem offiziellen YouTube-Kanal zur Verfügung.
Die Alternativversion ist nahezu durchgehend instrumentalisiert und erinnert stilistisch an Bands wie The Who und den Rock der 60er Jahre. Roger Taylor (Schlagzeug) spielt in dieser Version dynamisch betonte Sechzehntelnoten auf der Hi-Hat, der charakteristische Stampfeffekt fehlt in dieser Variante komplett und wird durch einen nahezu durchgängig gespielten Beat ersetzt. Brian May (Gitarre) begleitet den Song neben einigen Soli ebenfalls nahezu durchgehend, statt wie in der bekannteren Version größtenteils nur im Bereich der Leadgitarre zu akzentuieren. Unterbrochen werden Refrain und Strophen von einem kurzen Bass-Solo, auf das ein mehrteiliges Gitarrensolo folgt. In den Gesangsspuren setzt die Band populäre Harmonien sowie mehrmalige sogenannte Shouts durch Leadsänger Freddie Mercury ein, was die Alternativversion in allen Bereichen des Songs deutlich von der bekannteren und früher veröffentlichten Version absetzt.
Queen spielte die Alternativversion unter anderem als Eröffnungsstück der Shows in Montreal am 24. und 25. November 1981 sowie in Tokio am 25. April 1979.

## Rezeption
Die Musikzeitschrift Rolling Stone platzierte das Stück 2004 an 330. Stelle seiner Liste der 500 besten Songs aller Zeiten, die RIAA ordnete es in der Liste Songs of the Century auf Rang 146 ein. 2009 wurde We Will Rock You in die Grammy Hall of Fame aufgenommen.
Der markante Rhythmus wurde später noch einmal in dem Lied Still Burnin’ verwendet, das auf dem Album The Cosmos Rocks enthalten war, das Queen + Paul Rodgers im September 2008 veröffentlicht hatten. Die Baumarktkette OBI verwendete die Melodie von We Will Rock You für ihre Werbe-Slogans.

## Kommerzieller Erfolg

### Chartplatzierungen
| ChartsChartplatzierungen | Höchstplatzierung | Wochen |
| ------------------------ | ----------------- | ------ |
| Deutschland (GfK)        | 69 (11 Wo.)       | 11     |
| Schweiz (IFPI)           | 49 (13 Wo.)       | 13     |

### Auszeichnungen für Musikverkäufe
| Land/Region                  | Auszeichnungen für Musikverkäufe (Land/Region, Auszeichnung, Verkäufe) | Verkäufe   |
| ---------------------------- | ---------------------------------------------------------------------- | ---------- |
| Brasilien (PMB)              | Platin                                                                 | 60.000     |
| Dänemark (IFPI)              | Platin                                                                 | 90.000     |
| Deutschland (BVMI)           | Platin                                                                 | 500.000    |
| Frankreich (SNEP)            | Gold                                                                   | 500.000    |
| Italien (FIMI)               | 2× Platin                                                              | 100.000    |
| Japan (RIAJ)                 | Gold (Digital) · + 2× Platin (Ringtone)                                | 600.000    |
| Neuseeland (RMNZ)            | 4× Platin                                                              | 120.000    |
| Spanien (Promusicae)         | 2× Platin                                                              | 120.000    |
| Vereinigte Staaten (RIAA)    | 9× Platin                                                              | 9.000.000  |
| Vereinigtes Königreich (BPI) | 2× Platin                                                              | 1.200.000  |
| Insgesamt                    | 2× Gold · 24× Platin ·                                                 | 12.290.000 |

Hauptartikel: Queen (Band)/Auszeichnungen für Musikverkäufe